# Gnophos distincta
Gnophos distincta là một loài bướm đêm trong họ Geometridae.